# غلين هيرن
غلين هيرن هو سياسي أمريكي، ولد في 17 أبريل 1914 في ألبيرتفيل في الولايات المتحدة، وتوفي في 7 يناير 1978 في غيرلي في الولايات المتحدة بسبب اختناق. انتخب عضو مجلس نواب ألاباما ‏.